# Неоготическая архитектура Великобритании

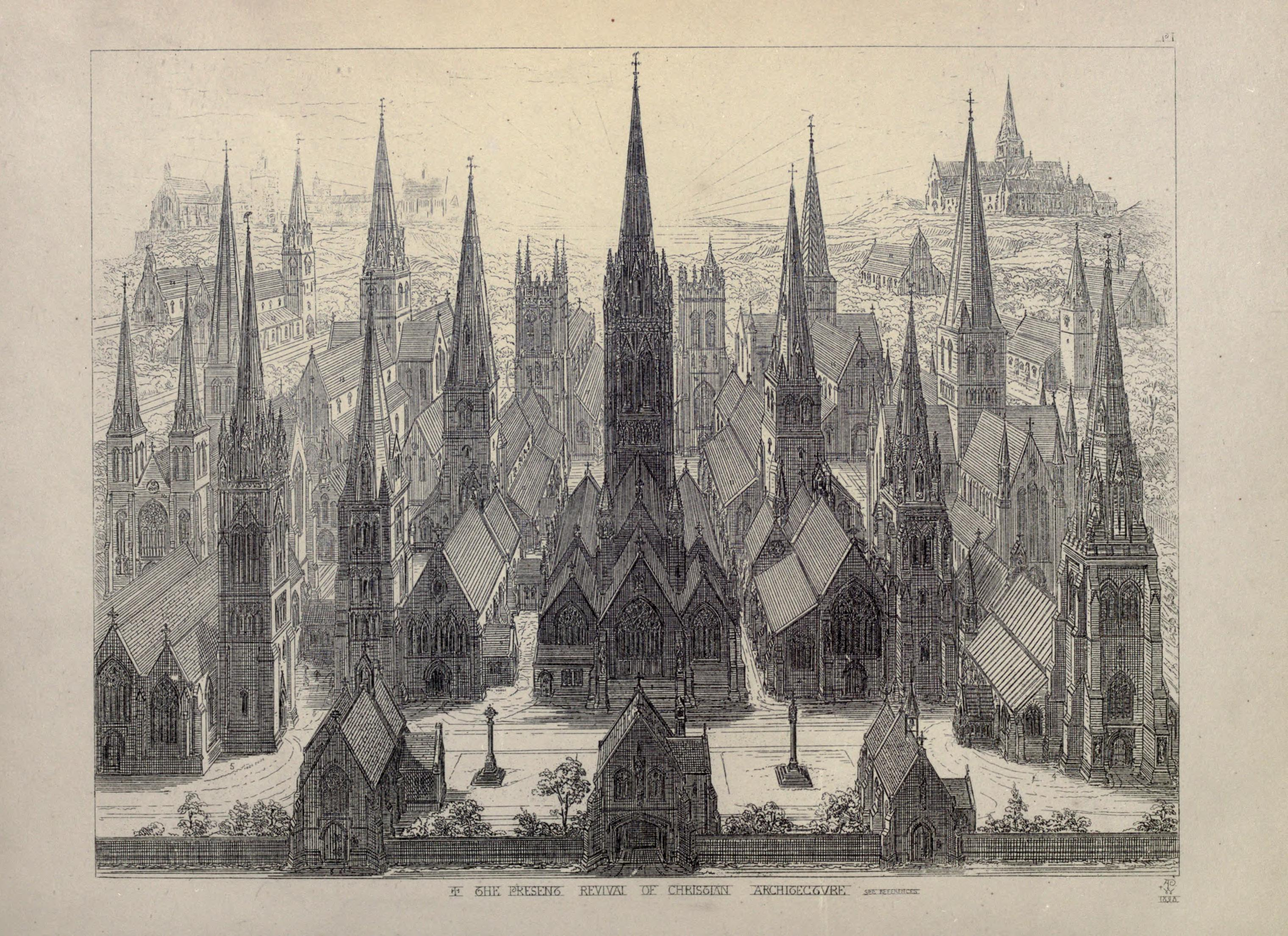
О. Пьюджин. Гравюра из книги «Апология возрождения христианской архитектуры». 1843 (Издание 1895 г.)

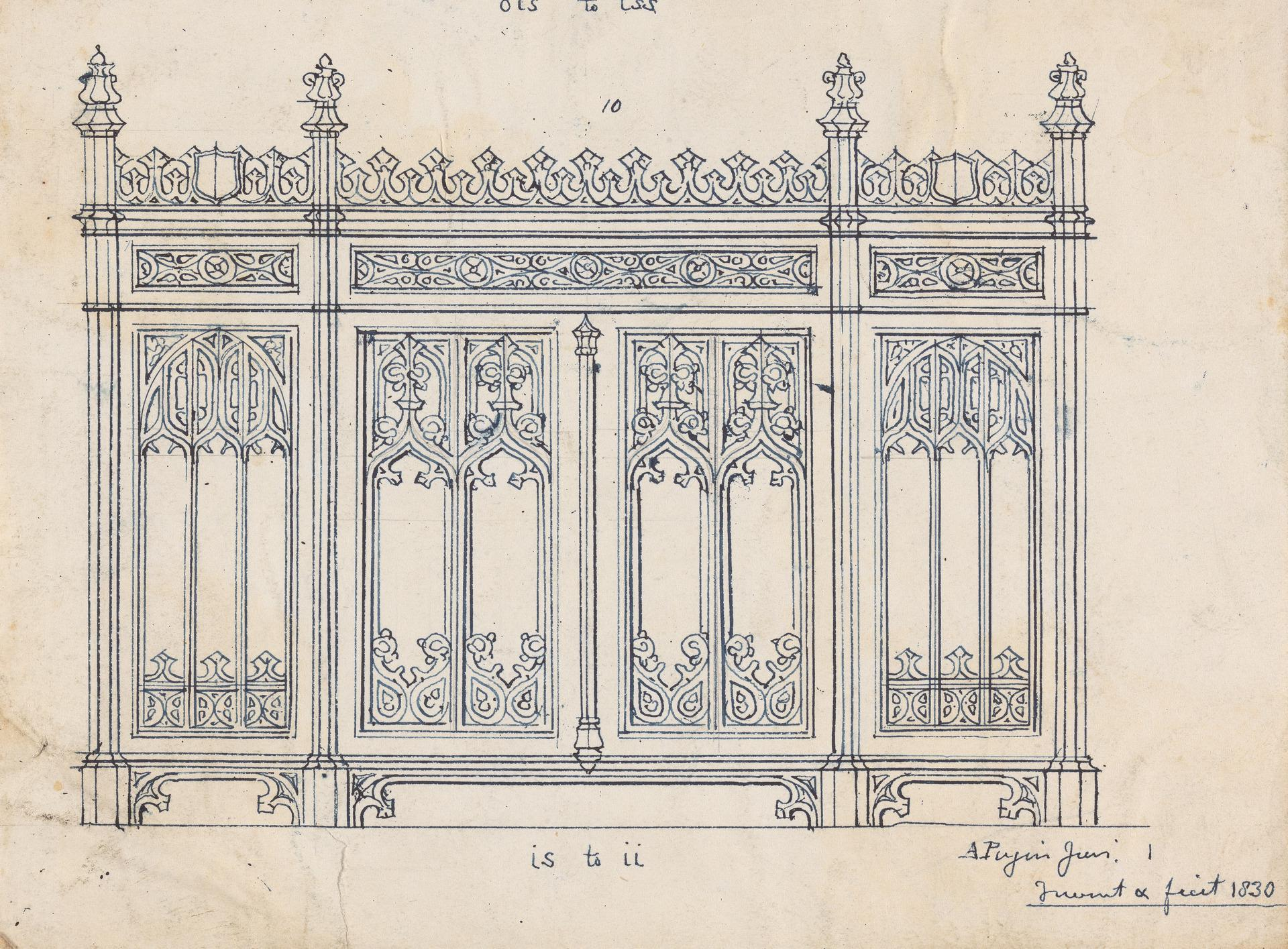
О. Пьюджин. Проект готического леттнера (screen). 1830

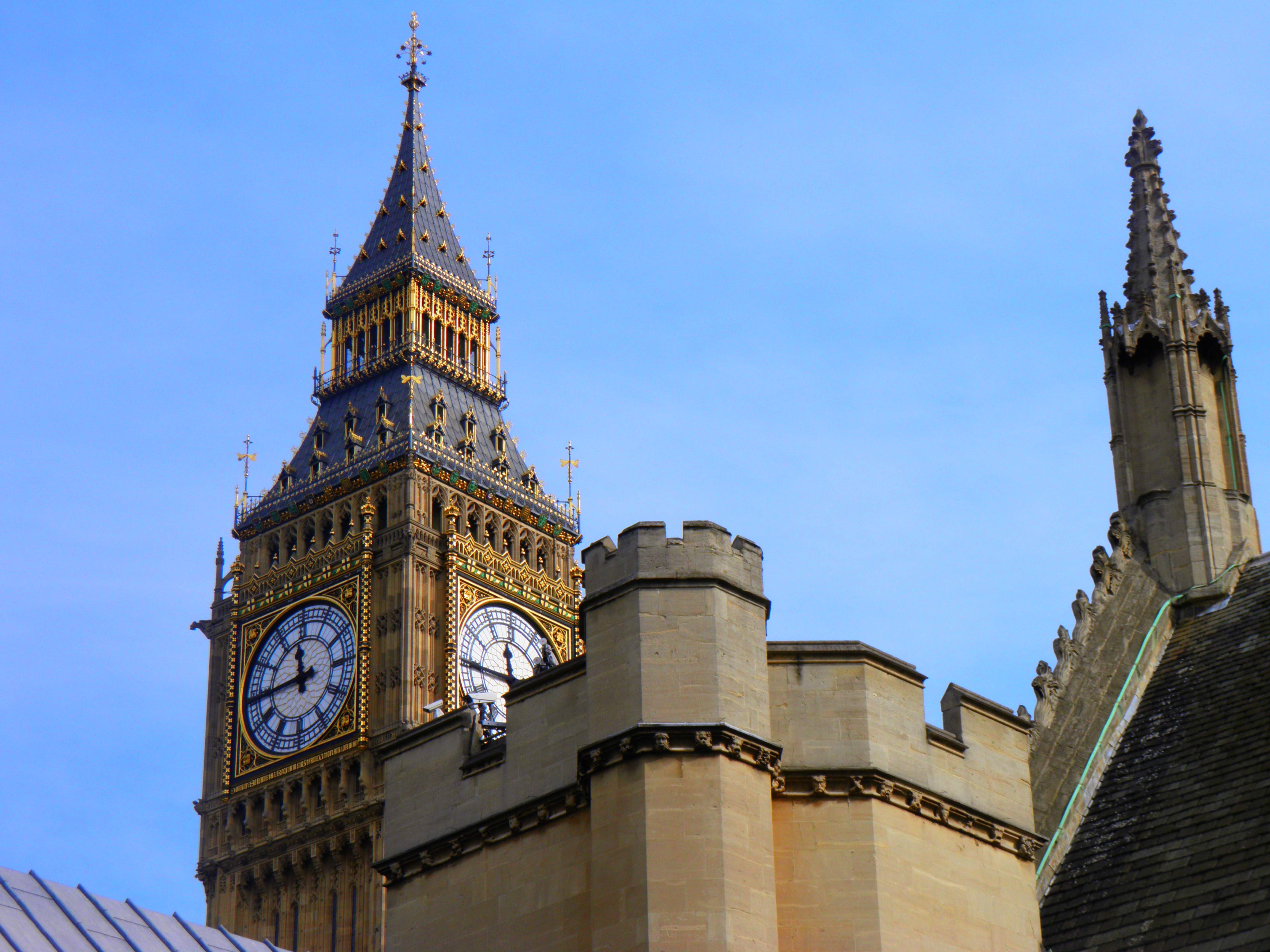
Башня с часами «Биг Бен» здания Парламента в Лондоне. 1840—1860. Архитектор Ч. Бэрри

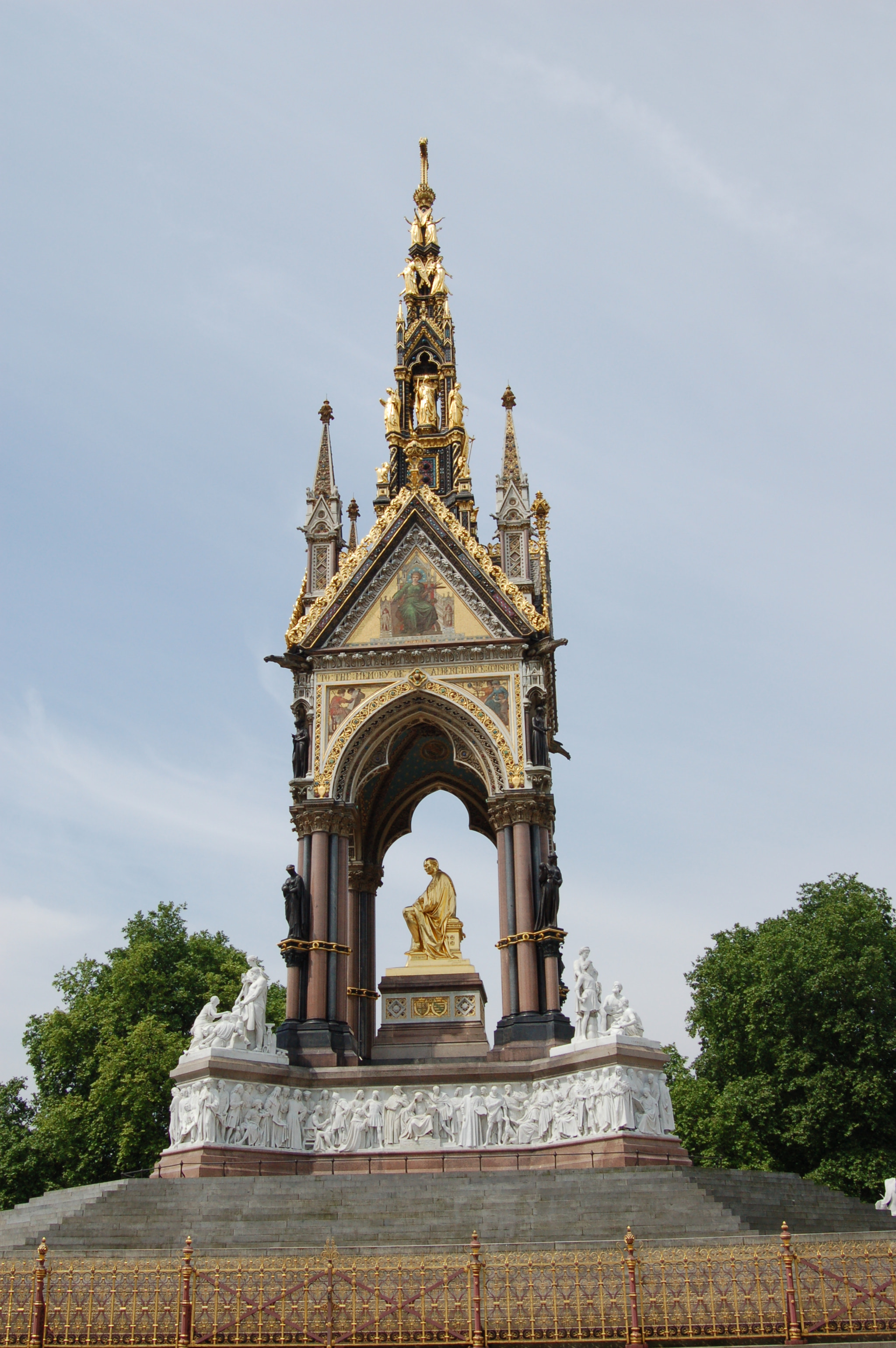
Мемориал принца Альберта в Лондоне. 1864—1872. Архитектор Дж. Г. Скотт

В Великобритании XVIII века не употребляли термин «неоготика», поскольку усиление интереса к средневековой культуре и частичное возрождение готических форм в архитектуре было связано не столько с процессом формирования неостилей в культуре историзма, сколько с идеологическим, религиозным и эстетическим движением за восстановление влияния в Англии католической церкви, охватившем умы аристократов, меценатов, политиков, писателей. Отсюда возникновение и широкое распространение термина Готическое возрождение (англ. Gothic Revival). Феномен «готического возрождения» в Великобритании исследовал в своей книге 1928 года выдающийся британский историк искусства Кеннет Кларк.
Это движение хронологически совпадает с периодами раннего (конец XVIII века) и позднего романтизма и историзма западноевропейской культуры первой трети XIX века. Однако в содержательном отношении существенно отличается от неоготики как одного из неостилей, воспроизводящего лишь формы средневекового готического искусства. Показательно, что в формально-стилевом отношении памятники архитектуры «готического возрождения» британские историки искусства включают в различные периоды развития «викторианской архитектуры»: «Early Victorian Gothic», «High Victorian Gothic», «Late Victorian Architecture» либо: «British Victorian 1837—1901».

## Зарождение романтических идей в английской архитектуре второй половины XVIII века
Одним из первых в зримой, осязаемой форме идеи романтической архитектуры реализовал английский писатель, основатель жанра готического романа, библиофил и коллекционер Хорас Уолпол в своем поместье Строуберри Хилл (Strawberry Hill). Уолпол в 1746 году приобрел загородный дом на левом берегу р. Темзы близ городка Твикнем (Twickenham), к западу от Лондона. С помощью архитектора-классициста Роберта Адама новый владелец перестраивал свой дом в «готический замок». В 1774 году он опубликовал подробное описание замка (позднее несколько раз переизданное). В этом описании Уолпол отмечал намеренное смешение различных форм церковной и жилой архитектуры, деталей декора церковных порталов, средневековых надгробий, часовен, башен, каминов. «Я не собирался, — писал автор, — сделать свой дом столь готическим, чтобы этим исключить удобство и современную утонченную роскошь… Он был построен так, чтобы удовлетворить мой собственный вкус и до некоторой степени воплотить мои собственные фантазии (visions)». Эти «фантазии» — характерная черта романтического мышления, они отличают неоготический стиль от научного воссоздания, реставрации и реконструкции памятников подлинной средневековой готики.
Замок Строуберри Хилл и его иллюстрированное описание послужили образцом для многих последующих неоготических построек в Англии и других странах. В своем замке Уолпол разместил библиотеку, уникальную коллекцию старинного оружия и картин. Собственные фантазии подсказали Уолполу замысел знаменитой впоследствии «готической повести» «Замок Отранто» (1764), сюжет которой, по собственному признанию автора, он увидел во сне. Вслед за этой книгой последовали другие произведения в том же жанре А. Рэдклифф, Ж. Казота, У. Бекфорда. В 1761 году Т. Грей издал книгу «Нисхождение Одина» (роман средневековых ужасов). В 1762 году появилось издание Р. Хёрда «Письма о рыцарстве и средневековых романах». В 1765 году в Лондоне опубликованы «Поэмы Оссиана» — стилизация под шотландский эпос.
В 1796—1807 годах архитектор-классицист Джеймс Уайетт, ранее известный постройками в стиле «греческого возрождения», возводил «готическое аббатство» Фонтхилл (Fonthill) для автора «готических романов» Уильяма Бекфорда. В «аббатстве» имелась высокая башня. Эклектичные интерьеры (здание не сохранилось) были заполнены «исторической мебелью» различных стилей. Там же размещались художественные коллекции, картины, оружие, гравюры, редкие книги. Значительный вклад в движение готического возрождения внесли писатель сэр Вальтер Скотт, рисовальщики и архитекторы Эдвард Блор, Джордж Гилберт Скотт. Дополнительный импульс движению «готического возрождения» придавала естественная реакция на холодность академического классицизма, остававшегося для Англии «иностранным искусством». Поэтому дань течению «Gothic Revival» отдали наиболее известные архитекторы английского классицизма: Кристофер Рен, Джон Нэш, Джон Ванбру, Николас Хоксмур.

## Социально-политические и эстетические предпосылки «готического возрождения»
Движение готического возрождения в Великобритании существенно отличается и от общеевропейского мировоззрения историзма, порождавшего в разных странах возрождение тех или иных художественных стилей прошлых эпох, в частности неоготики во Франции, Германии и романтической игры в готический стиль в России. Неоготический стиль имеет три основных идеологических аспекта:
- результат романтических фантазий, неосознанных движений души, стремлений к мистике средневековой культуры;
- архитектонический театр, рассудочная игра, создание исторических декораций, обусловленных вполне прагматическими задачами;
- научная реконструкция, реставрация и воссоздание памятников средневекового искусства[4].

Художественное творчество в неоготическом стиле представляет собой не только стилизацию форм, но, прежде всего, — создание особой мечтательной атмосферы для интеллектуального, исторически мыслящего человека, который понимает правила художественной игры, не ждёт от неё точного соответствия действительности, имитации форм средневекового искусства, а ищет историко-культурные ассоциации, образные аллюзии и актуальные идеи.
Однако возникновение «готического возрождения» в Англии было обусловлено особыми обстоятельствами. «Первая волна предромантического движения была связана с обращением к национальной истории, с пробуждением интереса к народной эпической поэзии, старой готической архитектуре, первым археологическим, ей посвященным увражам, а в литературе — с возрождением интереса к Спенсеру, Мильтону и Шекспиру… Вдруг именно эти самые „темные века“ начинают вызывать интерес. Англичане открывают свой собственный остров. Лендлорды ищут в своих поместьях развалины, — если их нет, то их даже строят. Акварелисты рисуют старые полуобвалившиеся церкви, аббатства и надгробия, а антиквары издают их рисунки. Художники впервые открывают неизвестные ранее красоты таких мест, как Шотландия или Уэльс».
В истории литературы этот период именуют предромантизмом, он характеризуется особенным соединением классицизма и элементов романтического мышления, еще не освободившегося от рационализма эпохи Просвещения.
В Англии предромантическое движение началось раньше, чем в других странах, поскольку оно было обострено протестом аристократии, меценатов и деятелей церкви против материалистической философии и прагматизма жизни периода английской промышленной революции XVII века. Так, уже в 1666 году Кристофер Рен в плане реконструкции Лондона после «Большого пожара» предусматривал строительство пятидесяти приходских церквей, из них четыре в готическом стиле. Вместо термина «неоготика» именно тогда стали использовать слово «возрождение» (англ. Revival). Для Великобритании готический стиль в архитектуре представляет собой национальную классику. Поэтому идея возрождения готики со временем обрела не только романтический, но и политический характер.
Содержание нового идейного движения оказалось намного сложнее, чем идеология «воссозданий», типичная для периода историзма в других странах Западной Европы. Подлинная готическая архитектура идейно, эстетически и исторически связана с католической церковью, а внутреннее пространство храма — с литургией. В стране англиканской церкви, порвавшей с Ватиканом по воле короля Генриха VIII и английского парламента в 1534 году, движение за возрождение готической архитектуры приобрело значение духовной и политической оппозиции. Одним из стимулов движения за возрождение и укрепление роли католической церкви на Британских островах был страх английской аристократии после несчастий французской революции, а в начале XIX века к этому прибавились и последствия наполеоновских войн. В 1818 году был учреждён Комитет по церковному строительству.

## Реализация архитектурной программы
Главная роль в реализации архитектурной программы «готического возрождения» принадлежит архитектору-католику Огастесу Пьюджину. В 1833 году Пьюджин переехал в Солсбери, в 1835 году купил участок земли и построил дом в стиле «готического возрождения» для своей семьи, который он назвал Grange St. Marie’s. В 1834 году Огастес Пьюджин принял католичество, в следующем году был принят в лоно римско-католической церкви и стал активным сторонником возрождения готического стиля в архитектуре Англии. В 1832 году он познакомился с католиком Джоном Толботом, 16-м графом Шрусбери, разделявшим его эстетические взгляды. Пьюджин перестроил его родовой замок Альтон Тауэрс, построил католическую церковь Сент-Жиль в Стаффордшире (1846) и многое другое. В 1836 году он опубликовал полемическое сочинение «Контрасты» (Contrasts), или «Параллель между благородными зданиями XIV и XV веков и аналогичными зданиями современности». Пьюджин доказывал преимущество неоготики и отказа от неоклассицизма, а также необходимость возрождения средневекового готического стиля как истинно национального и о «возвращении к вере и социальным структурам средневековья». Книга была направлена против принятия Актов о церковном строительстве 1818 и 1824 годов, первый из которых часто называют Законом о миллионах фунтов из-за суммы ассигнований Парламента на строительство новых англиканских церквей в Великобритании. В 1841 году Пьюджин опубликовал трактат «Истинные принципы стрельчатой, или христианской, архитектуры» (The True Principles of Pointed or Christian Architecture), оказавшую существенное влияние на умы многих английских художников, в частности на Уильяма Морриса и прерафаэлитов. В этой книге Пьюджин писал, что современные мастера, стремящиеся подражать стилю средневекового искусства, должны воспроизводить не внешние формы, а его духовные основы.
В 1843 году последовало сочинение «Апология возрождения христианской архитектуры» (An Apology for the Revival of Christian Architecture). Пьюджин критиковал классицизм в церковной архитектуре. По его мнению, античные храмы строили для принципиально другого типа богослужений, и приспособление этой конструкции для христианской литургии в любом случае уничтожит характерный вид здания, к которому стремится архитектор-классицист. В то же время, согласно Пьюджину, конструкция и эстетика готического храма полностью обусловлены нуждами христианского богослужения и должны служить образцом для архитекторов всех позднейших времён. Аналогичные идеи Пьюджин высказывал и в отношении других родов и видов искусства, в частности, призывая к возрождению григорианского пения в церковной музыке.
Идеи Пьюджина нашли поддержку членов Кемденского общества, основанного в 1838 году в Кембридже по имени английского историка XVII века Уильяма Кемдена, опубликовавшего значительное число источников по истории Англии (в 1897 слилось с Королевским историческим обществом). Члены общества провозгласили, что возрождение «Высокой церкви» в обществе связано с католичеством и готикой как «истинно католической архитектурой». Члены Кемденского общества обратились к экклезиологии (от греч. ἐκκλησία — церковь и λόγος — знание) — науке, изучающей природу и устройство Церкви, а также свойства церковной архитектуры и музыки.

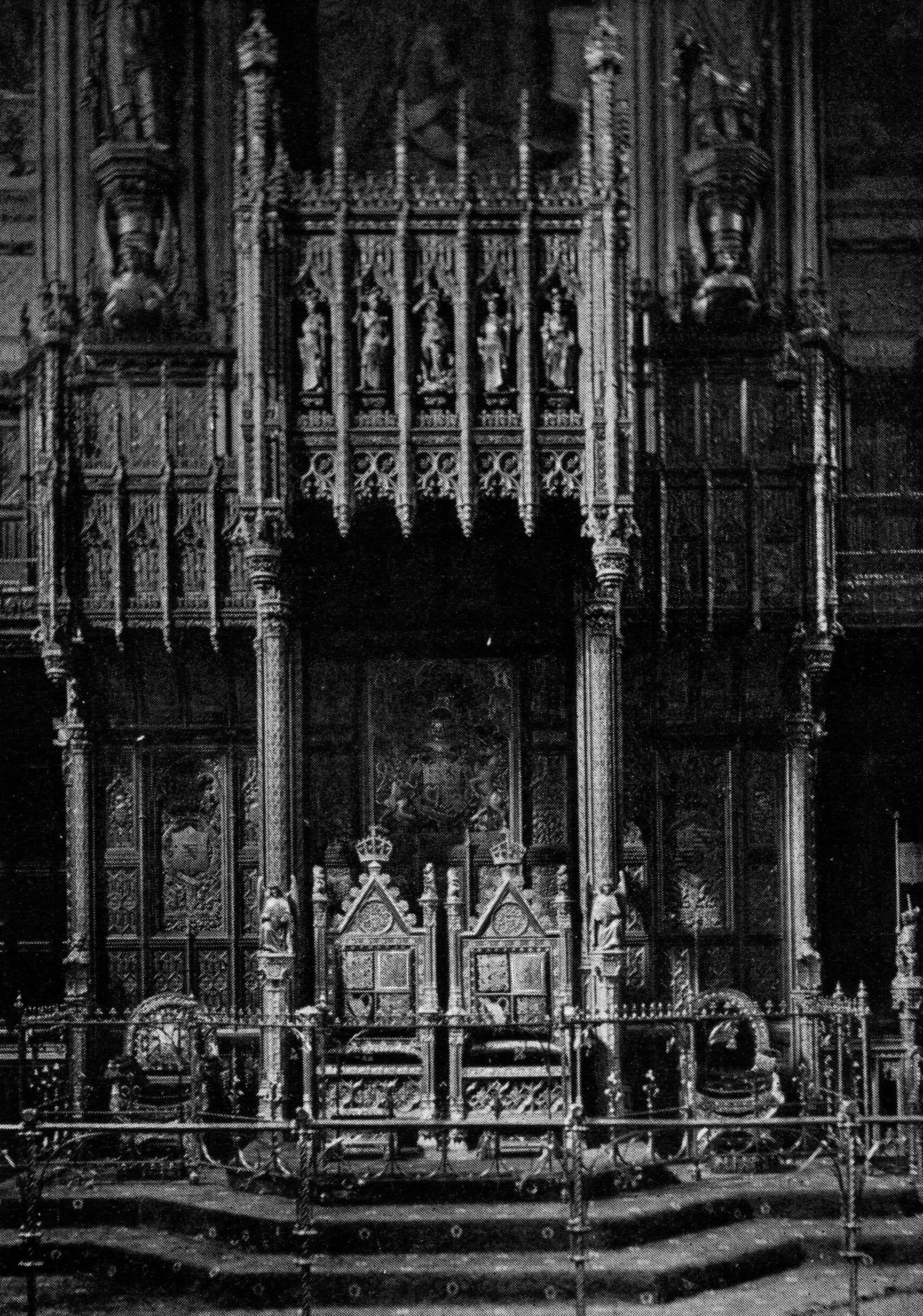
Тронный зал Вестминстерского дворца в Лондоне. 1836—1860. Проект Ч. Бэрри. Фотография 1901 г.

Пьюджин с 1835 года работал вместе с другим выдающимся архитектором — сэром Чарльзом Бэрри — над проектом здания Парламента в Лондоне (1840—1860). Было решено, что новое здание призвано отражать величие империи и национальный стиль, и лучшим является стиль Неотюдор, в котором воссоздаются типичные элементы Тюдор-Ренессанса в Англии, в частности, так называемого перпендикулярного стиля английской готики. Выдающимся образцом этого стиля является собор в Линкольне XII—XIV веков, имеющий характерные башни с плоскими площадками наверху. При возведении «башни Виктории» нового здания английского парламента в качестве прототипа имелись ввиду прежде всего башни собора в Линкольне.
Более того, в британской историографии часто употребляется название «британский ампир» (British Empire), причём имеется ввиду первичное значение этого определения: стиль британской империи, отражающий в национальных формах величие Британии. Основой этой терминологической метаморфозы послужили труды Огастеса Пьюджина.
В 1864—1872 годах в Южном Кенсингтоне (район Лондона) по проекту архитектора Дж. Г. Скотта был создан Мемориал принца Альберта, претенциозный памятник принцу-консорту, супругу королевы Виктории, в неоготическом (он же викторианский), стиле. Вызолоченная статуя принца помещена внутри огромного табернакля, увенчанного готическим шпилем. В 1886—1894 годах в стиле готического возрождения поблизости от средневекового Тауэра возвели новый Тауэрский мост через р. Темзу. Этот мост близок по архитектуре другому, через р. Эльбу в Гамбурге. Однако авторы немецкого моста в большей степени ориентировались на средневековую архитектуру романского периода. В русле готического возрождения в Англии работали архитекторы А. Сэлвин, У. Бёрджес, Дж. Добсон, Т. Хоппер, Н. Шоу, декораторы О. Джонс, К. Дрессер, проектировщики интерьера и мебели Т. Коллкатт, Б. Тэлберт.
На исходе XIX века движение «готического возрождения», как и многие другие историко-эстетические концепции, испытывало кризис. Это обстоятельство отчасти объясняет, почему в период модерна для строительства нового Вестминстерского собора в Лондоне (1895—1903), главного храма католической архиепархии, был выбран не готический, а неовизантийский стиль по образцу церквей в Константинополе, Венеции и Равенне. Заказчики и архитектор собора Джон Бентли ориентировались на раннехристианскую архитектуру Западной римской империи (столицей которой с 404 года была Равенна) и ортодоксальной церкви (так в то время называли западную церковь). По мнению сторонников теории «готического возрождения» того времени именно эта архитектура, а не чуждый христианству классицизм, получила распространение сначала в Италии, а затем в Византии.